# Andri Stadnik
Andri Volodymyrovych Stadnik –en ucraniano, Андрій Володимирович Стаднік– (Vinkivtsi, 15 de abril de 1982) es un deportista ucraniano que compitió en lucha libre. Estuvo casado con la luchadora Mariya Stadnik, y su hermana Yana también compitió en lucha.
Participó en los Juegos Olímpicos de Pekín 2008, obteniendo la medalla de plata en la categoría de 66 kg.
Ganó una medalla de bronce en el Campeonato Mundial de Lucha de 2006 y dos medallas en el Campeonato Europeo de Lucha, oro en 2009 y bronce en 2005.

## Palmarés internacional
| Juegos Olímpicos   | Juegos Olímpicos | Juegos Olímpicos  | Juegos Olímpicos |
| Año                | Lugar            | Medalla           | Categoría        |
| ------------------ | ---------------- | ----------------- | ---------------- |
| 2008               | Pekín (China)    | Medalla de plata  | 66 kg            |
| Campeonato Mundial |                  |                   |                  |
| Año                | Lugar            | Medalla           | Categoría        |
| 2006               | Cantón (China)   | Medalla de bronce | 66 kg            |
| Campeonato Europeo |                  |                   |                  |
| Año                | Lugar            | Medalla           | Categoría        |
| 2005               | Varna (Bulgaria) | Medalla de bronce | 66 kg            |
| 2009               | Vilna (Lituania) | Medalla de oro    | 66 kg            |